# Амін Хафез
Амін Хафез (араб. أمين الحافظ; 28 січня 1926 — 13 липня 2009) — ліванський політик, багаторічний (1960—1996) член парламенту від Триполі, прем'єр-міністр Лівану впродовж кількох місяців 1973 року.

## Біографія
Здобув юридичну освіту, закінчивши факультет права Ліванського університету. Окрім того навчався в Каїрському університеті, Американському університеті в Бейруті, Лозаннському університеті й Академії міжнародного права при Міжнародному суді в Гаазі.
1960 року був вперше обраний до лав Національних зборів Лівану. Залишався членом парламенту до 1996. Від квітня до червня 1973 року очолював уряд Лівану. Вийшов у відставку через відмову президента Сулеймана Франжьє та лідерів сунітської опозиції визнати його призначення. 1996 року пішов з політичного життя країни.
Помер у липні 2009 року в Бейруті.